# Mill Valley
Mill Valley é uma cidade localizada no estado americano da Califórnia, no Condado de Marin. Foi incorporada em 1 de setembro de 1900.

## Geografia
De acordo com o United States Census Bureau, a cidade tem uma área de 12,5 km², onde 12,3 km² estão cobertos por terra e 0,2 km² por água.

### Localidades na vizinhança
O diagrama seguinte representa as localidades num raio de 8 km ao redor de Mill Valley.

## Demografia
Segundo o censo nacional de 2010, a sua população é de 13 903 habitantes e sua densidade populacional é de 1 127,73 hab/km². Possui 6 534 residências, que resulta em uma densidade de 530 residências/km².